# Virginia Weidler
Virginia Weidler (Los Angeles, 21 marzo 1927 – Los Angeles, 1º luglio 1968) è stata un'attrice statunitense, attiva come attrice bambina in oltre 40 pellicole dal 1931 al 1943 (tra i 4 e i 16 anni d'età).

## Biografia
Era l'ultima dei sei figli dell'architetto Alfred Weidler e di Margaret Theres Louisa, che era stata un'affermata cantante wagneriana. Come già i fratelli e le sorelle maggiori (Sylvia, Verena, Warner, Wolfgang, and George), Virginia fu avviata fin dalla più tenera età alla carriera attoriale nel cinema.
Debuttò nel 1931, ad appena quattro anni, con una piccola parte (non accreditata) nel film Prigionieri. Ben presto le furono offerti ruoli di maggior rilievo. Tra i suoi film più celebri si ricordano Donne (1939) con Norma Shearer, Joan Crawford e Rosalind Russell, dove interpretava Mary, la figlia della protagonista (la Shearer), e Scandalo a Filadelfia (1940), in cui impersonava la sorellina di Tracy Lord (Katherine Hepburn).
Si ritirò dalle scene nel 1943, dopo aver interpretato il film Best Foot Forward e dopo essere apparsa in circa 45 pellicole.

## Vita privata
Nel 1947 sposò Lionel Krisel, dal quale ebbe due figli, Ronnie e Gary. Il 1º luglio 1968, colpita da un attacco cardiaco, la Weidler morì nella sua casa di Los Angeles, all'età di 41 anni.

## Riconoscimenti

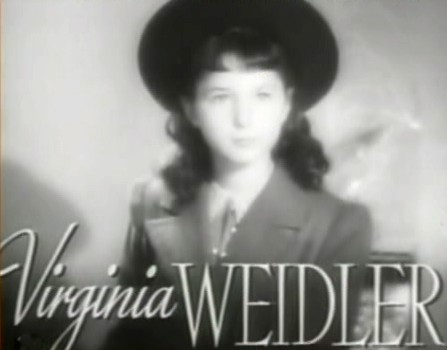
Virginia Weidler in Donne (1939)

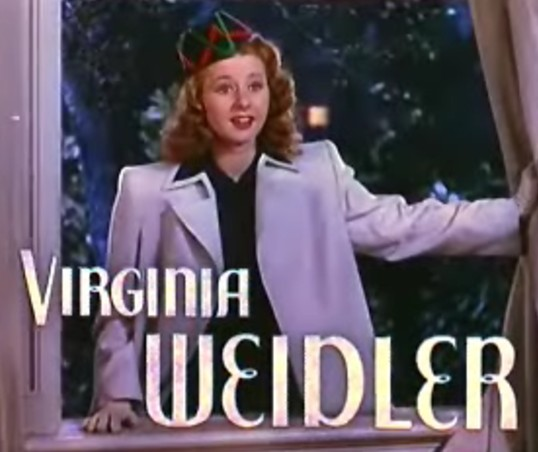
Virginia Weidler nel trailer del film Best Foot Forward (1943)

- Young Hollywood Hall of Fame (1930's)

## Filmografia parziale
- Sogno di prigioniero (Peter Ibbetson), regia di Henry Hathaway (1935)
- Come Don Chisciotte (Timothy's Quest), regia di Charles Barton (1936)
- La vergine di Salem (Maid of Salem), regia di Frank Lloyd (1937)
- Anime sul mare (Souls at Sea), regia di Henry Hathaway (1937)
- L'amico pubblico n. 1 (Too Hot to Handle), regia di Jack Conway (1938)
- Cowboy dilettante (Out West with the Hardys), regia di George B. Seitz (1938)
- Il voto del grand'uomo (The Great Man Votes), regia di Garson Kanin (1939)
- La preda (The Lone Wolf Spy Hunt), regia di Peter Godfrey (1939)
- Donne (The Women), regia di George Cukor (1939)
- Fuori da quelle mura (Outside These Walls), regia di Ray McCarey (1939)
- Tom Edison giovane (Young Tom Edison), regia di Norman Taurog (1940)
- Paradiso proibito (All This, and Heaven Too), regia di Anatole Litvak (1940)
- Scandalo a Filadelfia (The Philadelphia Story), regia di George Cukor (1940)
- I ragazzi di Broadway (Babes on Broadway), regia di Busby Berkeley (1941)
- The Affairs of Martha, regia di Jules Dassin (1942)
- Best Foot Forward, regia di Edward Buzzell (1943)